# Macduff (palírna)
Macduff (známá i jako: Glen Deveron) je skotská palírna společnosti William Lawson Distillers Ltd nacházející se ve městě Banff v hrabství Banffshire, jež vyrábí skotskou sladovou malt whisky.

## Historie
Palírna byla založena v roce 1962 a produkuje čistou sladovou malt whisky. Tato palírna svou architekturou a zevnějškem nezapadá do tradice okolních palíren. Produkuje whisky značky Glen Deveron, což je desetiletá whisky s obsahem alkoholu 40 %. Tato whisky má lehkou a bohatou chuť bez rašelinového charakteru.